# Igreja Presbiteriana Pura na Coreia
A Igreja Presbiteriana Pura na Coreia, também conhecida como Igreja Presbiteriana na Coreia (SungJang) ou Igreja Presbiteriana na Coreia (SoonJang) ou ainda Igreja Presbiteriana na Coreia (Jeongjang) - em coreano 대한예수교장로회(순장) - é uma denominação presbiteriana na Coreia do Sul. Foi formada em 1955, por um grupo de igrejas que se separou da Igreja Presbiteriana da Reconstrução Coreana.

## História
Em 1938, a Igreja Presbiteriana na Coreia aprovou a adoração em santuários xintoístas, durante a ocupação japonesa da Coreia. Como resultado, igrejas no norte da Coreia, sob liderança do Rev. Lee Gye-Sil se separam da denominação e posteriormente se uniram à Igreja Presbiteriana da Reconstrução Coreana.
Todavia, em 1955, as igrejas do norte separam-se novamente e formaram uma nova denominação, a Igreja Presbiteriana Pura na Coreia, também conhecida como Igreja Presbiteriana na Coreia (SungJang).
Desde então, a denominação cresceu e se espalhou pela Coreia do Sul, Camboja, China, Índia, Nicarágua e Filipinas. Em 2004, tinha 12.775 membros e 25 igrejas. Em 2022, o número de igrejas chegou a 57.

### Possibilidade de fusão
Desde 2018, a denominação iniciou conversas sobre a possibilidade de se uniar à Igreja Presbiteriana na Coreia (Kosin).

## Seminário
A denominação administra o Seminário Teológico Bíblico de Seul.

## Doutrina
A denominação adere à Confissão de Fé de Westminster, Catecismo Maior de Westminster e Breve Catecismo de Westminster.